# Gianni Carabelli
Gianni Carabelli (né le 30 mai 1979 à Busto Arsizio) est un athlète italien, spécialiste du 400 m haies.
Son record personnel est de 48 s 84 obtenu à Rome en 1995.